# Notolabrus tetricus
Notolabrus tetricus là một loài cá biển thuộc chi Notolabrus trong họ Cá bàng chài. Loài này được mô tả lần đầu tiên vào năm 1840.

## Từ nguyên
Từ định danh tetricus trong tiếng Latinh có nghĩa là "dữ tợn, hung ác", có lẽ hàm ý đề cập đến màu sắc trông không mấy bắt mắt của cá đực loài này.

## Phạm vi phân bố và môi trường sống
N. tetricus có phạm vi phân bố ở Tây Nam Thái Bình Dương. Đây là một loài đặc hữu của vùng bờ biển phía đông nam của Úc, được ghi nhận từ Newcastle, New South Wales, băng qua bờ biển bang Victoria và khắp đảo Tasmania đến Port Lincoln, Nam Úc.
N. tetricus sống gần các rạn đá ngầm ở vùng nước nông, nhưng có thể được tìm thấy ở độ sâu đến 160 m.

## Mô tả
N. tetricus có chiều dài cơ thể tối đa được ghi nhận là 50 cm. Chúng là là loài lưỡng tính tiền nữ; cá cái chuyển đổi giới tính thành cá đực khi đạt đến chiều dài khoảng 23–25 cm.
Cá đực có màu xanh lam xám, da cam phớt đỏ hoặc nâu xám với một dải sọc trắng nổi bật. Đầu có màu lam nhạt. Vây ngực, vây bụng và vây hậu môn màu vàng tươi; cuống đuôi trắng. Cá con có màu xanh lục đến nâu nhạt, lốm đốm trắng với một mảng màu đen ngay giữa cơ thể, xuất hiện thêm một vệt đen khi chúng phát triển thành cá cái.
Số gai ở vây lưng: 9; Số tia vây ở vây lưng: 11; Số gai ở vây hậu môn: 3; Số tia vây ở vây hậu môn: 10; Số gai ở vây bụng: 1; Số tia vây ở vây bụng: 5; Số tia vây ở vây ngực: 14.

## Sinh thái
Thức ăn của N. tetricus chủ yếu là các loài động vật thân mềm và động vật giáp xác nhỏ. N. tetricus sinh sản vào mùa xuân. Những cá thể lai giữa loài này với Notolabrus fucicola đã được phát hiện ở New South Wales và Tasmania.

### Trích dẫn
- B. C. Russell (1988). "Revision of the labrid fish genus Pseudolabrus and allied genera" (PDF). Records of the Australian Museum. Quyển 9. tr. 1–72.